# José Gomes (bispo)
Dom José Gomes (Erechim, 25 de março de 1921 — Chapecó, 19 de setembro de 2002) foi um bispo católico brasileiro, primeiro bispo da Diocese de Bagé e terceiro da Diocese de Chapecó.
Esteve a frente pela luta da liberdade no período da ditadura no Brasil. Dom José Gomes foi um bispo extremamente ligado as questões sociais, sendo o primeiro presidente nacional do Conselho Indigenista Missionário e também foi presidente a nível nacional da Comissão Pastoral da Terra.